# WHL 1964/65
Die Saison 1964/65 war die 13. reguläre Saison der Western Hockey League (WHL). Meister wurden die Portland Buckaroos.

## Teamänderungen
Folgende Änderungen wurden vor Beginn der Saison vorgenommen:
- Die Denver Invaders wurden nach Victoria, British Columbia, und änderten ihren Namen in Victoria Maple Leafs

## Modus
In der regulären Saison absolvierten die sechs Mannschaften jeweils 70 Spiele. Die vier bestplatzierten Mannschaften qualifizierten sich für die Playoffs. Für einen Sieg erhielt jede Mannschaft zwei Punkte, bei einem Unentschieden einen Punkt und bei einer Niederlage null Punkte.

## Reguläre Saison

### Tabelle
Abkürzungen: GP = Spiele, W = Siege, L = Niederlagen, T = Unentschieden, GF = Erzielte Tore, GA = Gegentore, Pts = Punkte
|                      | GP | W  | L  | T | GF  | GA  | Pts |
| -------------------- | -- | -- | -- | - | --- | --- | --- |
| Portland Buckaroos   | 70 | 42 | 23 | 5 | 267 | 216 | 89  |
| Seattle Totems       | 70 | 36 | 30 | 4 | 204 | 198 | 76  |
| Vancouver Canucks    | 70 | 32 | 32 | 6 | 263 | 244 | 70  |
| Victoria Maple Leafs | 70 | 32 | 36 | 2 | 246 | 242 | 66  |
| San Francisco Seals  | 70 | 31 | 37 | 2 | 255 | 283 | 64  |
| Los Angeles Blades   | 70 | 26 | 41 | 3 | 217 | 269 | 55  |

## Playoffs
|  | Halbfinale | Halbfinale           | Halbfinale |  |  | Finale | Finale               | Finale |
|  |            |                      |            |  |  |        |                      |        |
|  |            |                      |            |  |  |        |                      |        |
|  | 1          | Portland Buckaroos   | 4          |  |  |        |                      |        |
|  | 3          | Vancouver Canucks    | 1          |  |  |        |                      |        |
|  |            |                      |            |  |  | 1      | Portland Buckaroos   | 4      |
|  |            |                      |            |  |  | 4      | Victoria Maple Leafs | 1      |
|  | 2          | Seattle Totems       | 3          |  |  |        |                      |        |
|  | 4          | Victoria Maple Leafs | 4          |  |  |        |                      |        |
|  |            |                      |            |  |  |        |                      |        |